# CREB3L4
CREB3L4 (англ. CAMP responsive element binding protein 3 like 4) – білок, який кодується однойменним геном, розташованим у людей на 1-й хромосомі. Довжина поліпептидного ланцюга білка становить 395 амінокислот, а молекулярна маса — 43 432.
| 10         |  | 20         |  | 30         |  | 40         |  | 50         |
| ---------- |  | ---------- |  | ---------- |  | ---------- |  | ---------- |
| MDLGIPDLLD |  | AWLEPPEDIF |  | STGSVLELGL |  | HCPPPEVPVT |  | RLQEQGLQGW |
| KSGGDRGCGL |  | QESEPEDFLK |  | LFIDPNEVYC |  | SEASPGSDSG |  | ISEDPCHPDS |
| PPAPRATSSP |  | MLYEVVYEAG |  | ALERMQGETG |  | PNVGLISIQL |  | DQWSPAFMVP |
| DSCMVSELPF |  | DAHAHILPRA |  | GTVAPVPCTT |  | LLPCQTLFLT |  | DEEKRLLGQE |
| GVSLPSHLPL |  | TKAEERVLKK |  | VRRKIRNKQS |  | AQDSRRRKKE |  | YIDGLESRVA |
| ACSAQNQELQ |  | KKVQELERHN |  | ISLVAQLRQL |  | QTLIAQTSNK |  | AAQTSTCVLI |
| LLFSLALIIL |  | PSFSPFQSRP |  | EAGSEDYQPH |  | GVTSRNILTH |  | KDVTENLETQ |
| VVESRLREPP |  | GAKDANGSTR |  | TLLEKMGGKP |  | RPSGRIRSVL |  | HADEM      |

A: Аланін

C: Цистеїн

D: Аспарагінова кислота

E: Глутамінова кислота

F: Фенілаланін

G: Гліцин

H: Гістидин

I: Ізолейцин

K: Лізин

L: Лейцин

M: Метіонін

N: Аспарагін

P: Пролін

Q: Глутамін

R: Аргінін

S: Серин

T: Треонін

V: Валін

W: Триптофан

Кодований геном білок за функцією належить до активаторів. 
Задіяний у таких біологічних процесах, як транскрипція, регуляція транскрипції, відповідь на порушення конформації білку, альтернативний сплайсинг. 
Білок має сайт для зв'язування з ДНК. 
Локалізований у ядрі, мембрані, ендоплазматичному ретикулумі, апараті гольджі.